# Donauwörth
Donauwörth je velké okresní město v německé spolkové zemi Bavorsko ve vládním obvodu Švábsko. Je hlavním městem okresu Dunaj-Ries. Má zhruba 18 tisíc obyvatel.

## Poloha
Město leží na východních výběžcích Švábské Alby u ústí Wörnitzu, Zusamu, Kesselu a Schmutteru do Dunaje. Soutok Dunaje s Lechem leží jen 12 kilometrů východně od města.

## Doprava
Donauwörth je železničním uzlem, kde se Dunajská železnice z Řezna do Ulmu kříží s tratí z Norimberka do Augsburgu a také zde začíná trať Riesbahn vedoucí do Aalenu.
Městem prochází Dunajská cyklostezka a končí zde cyklostezka vedoucí po trase staré římské silnice Via Claudia Augusta.

## Partnerská města
- Perchtoldsdorf, Rakousko, 1973